# Cycnoches haagii
Cycnoches haagii es una especie de orquídea epifita, originaria de Sudamérica.

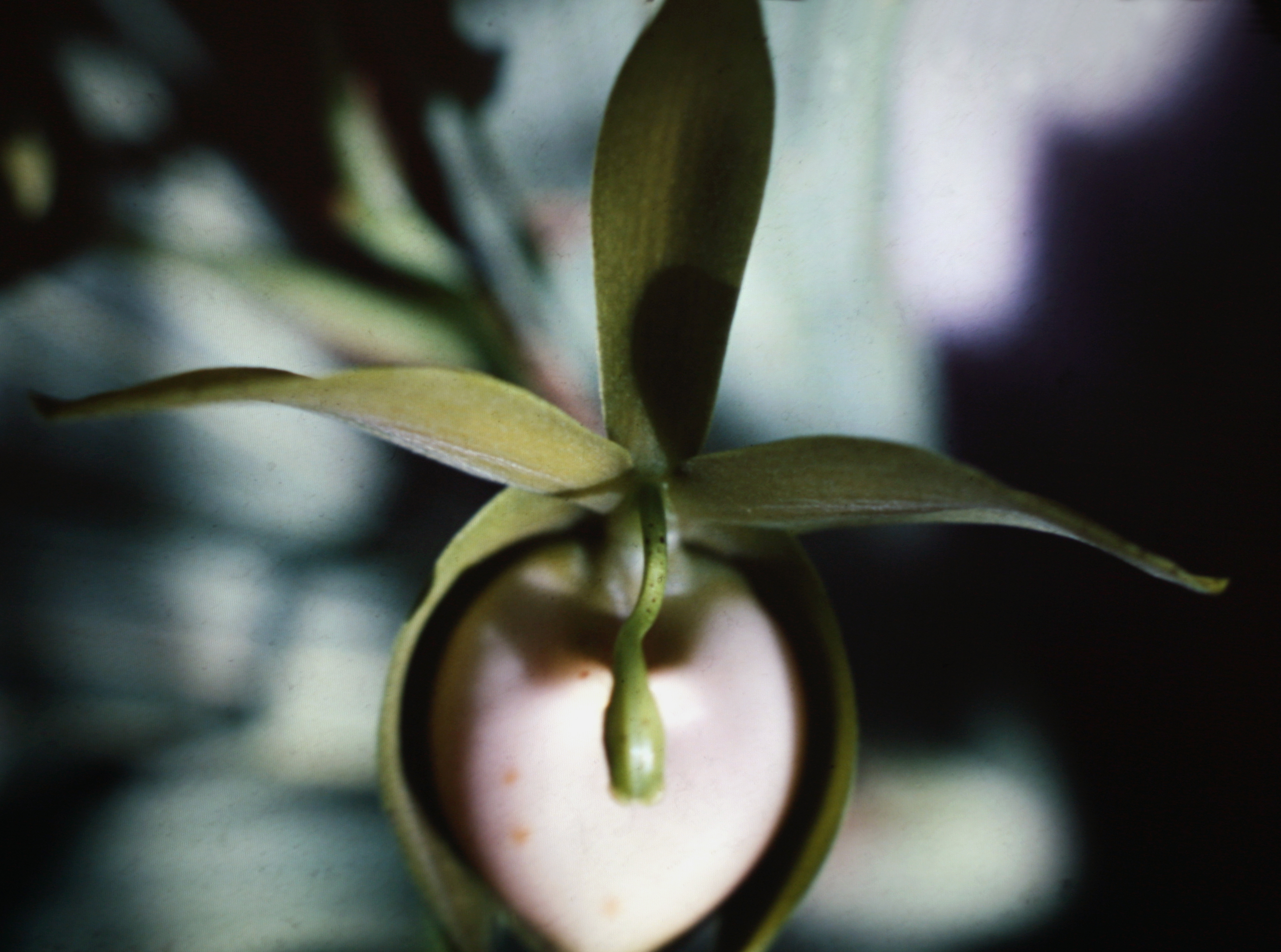
Detalle de la flor

## Descripción
Es una especie de orquídea de tamaño pequeño a mediano que prefiere el clima cálido,  es epifita cespitosa con un pseudobulbo cilíndrico, cónico apical envuelto por vainas y con hojas elípticas, lanceoladas u oblanceoladas, acuminados, hojas caducas. Florece en una inflorescencia péndular a arqueada de 20 cm de largo en forma de racimo, con varias flores con pequeñas brácteas florales que son más cortas que el ovario, todo surge de cerca de la punta de un pseudobulbo maduro lo que ocurre en el invierno y la primavera en el cultivo.

## Distribución y hábitat
Se encuentra en Guayana Francesa, Surinam, Guyana, Venezuela, Colombia, Ecuador, Perú, Bolivia y Brasil  en los bosques húmedos de montaña en los árboles muertos  en alturas de 50 a 1000 metros.

## Taxonomía
Cycnoches haagii fue descrito por João Barbosa Rodrigues y publicado en Genera et Species Orchidearum Novarum 2: 221. 1882.
Sinonimia
- Cycnoches versicolor Rchb.f.	[3]